# Bani Bu Sa’id
Bani Bu Sa’id (arab. بنى بوسعيد; fr. Beni Boussaïd)  – jedna z 53 gmin w prowincji Tilimsan, w Algierii, znajdująca się w zachodniej części prowincji, około 48 km na południowy zachód od Tilimsan. W 2008 roku gminę zamieszkiwało 13182 osób. Numer statystyczny gminy w Office National des Statistiques d'Algérie to 1338.